# Душейн (Юта)
Душе́йн (англ. Duchesne [duːˈʃeɪn]) — город в штате Юта (США). Административный центр и самый крупный город округа Душейн. По данным переписи за 2010 год число жителей города составляло 1690 человек.

## Географическое положение
По данным Бюро переписи населения США Душейн имеет общую площадь в 6,5 км². Он расположен у слияния рек Строберри и Душейн на южном склоне гор Юинта на северо-востоке штата Юта. Через центр города проходят шоссе:
- US 87 (англ. U.S. Route 87)
- US 40 (англ. U.S. Route 40).
- US 191 (англ. U.S. Route 191)

### Климат
По классификации климатов Кёппена климат Душейна относится к холодному семиаридному (BSk). Средняя температура в году — 10,6 °C, самый тёплый месяц — июль (средняя температура 23,7 °C), самый холодный — январь (средняя температура −1,7 °C). Среднее количество осадков в году 393,7 мм, наибольшее — в марте (45,7 мм), наименьшее — в июле (20,3 мм).

## История

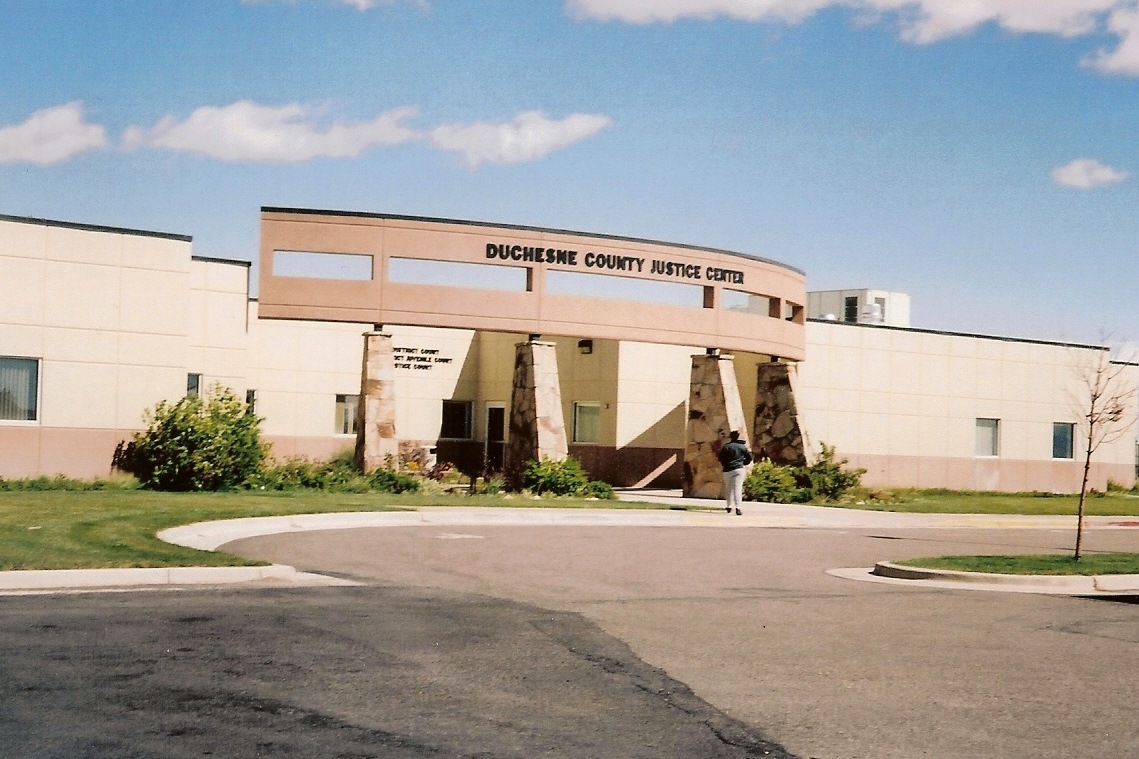
Здание окружного суда в Душейне

Место было найдено европейскими исследователями в 1776 году в ходе экспедиции Домингеса-Эскаланте. Территория современного Душейна имеет стратегическое положение на слиянии рек около начала каньона Индиан. Поселение было основано в 1905 году, когда правительство США открыло эту территорию для заселения, до этого она принадлежала индейцам Юта. В 1915 году из округа Уосатч был выделен округ Душейн, а город стал его окружным центром. В Душейне находится четыре церкви (две церкви святых последних дней, одна баптистская и одна католическая), две школы. Строительство дамбы в 1950-е годы привлекло население и бизнес в город, однако после окончания население Душейна упало. Экономика города основана на сельском хозяйстве и нефтедобыче.

## Население
| Год переписи | Нас. |  | %±     |
| ------------ | ---- |  | ------ |
| 1910         | 929  |  | —      |
| 1920         | 700  |  | −24,7% |
| 1930         | 590  |  | −15,7% |
| 1940         | 907  |  | 53,7%  |
| 1950         | 804  |  | −11,4% |
| 1960         | 770  |  | −4,2%  |
| 1970         | 1094 |  | 42,1%  |
| 1980         | 1677 |  | 53,3%  |
| 1990         | 1308 |  | −22%   |
| 2000         | 1408 |  | 7,6%   |
| 2010         | 1690 |  | 20%    |
| 2016         | 1755 |  | 3,8%   |

По данным переписи 2010 года население Душейна составляло 1690 человек (из них 54,0 % мужчин и 46,0 % женщин), в городе было 505 домашних хозяйств и 397 семей. На территории города было расположено 582 постройки со средней плотностью 89,5 построек на один квадратный километр суши. Расовый состав: белые — 94,3 %, азиаты — 0,2 %, коренные американцы — 1,2 %.
Население города по возрастному диапазону по данным переписи 2010 года распределилось следующим образом: 32,1 % — жители младше 18 лет, 4,2 % — между 18 и 21 годами, 52,6 % — от 21 до 65 лет и 11,1 % — в возрасте 65 лет и старше. Средний возраст населения — 30,4 лет. На каждые 100 женщин в Душейне приходилось 117,5 мужчины, при этом на 100 совершеннолетних женщин приходилось 117,0 мужчин сопоставимого возраста.
Из 505 домашних хозяйств 78,6 % представляли собой семьи: 63,4 % совместно проживающих супружеских пар (32,3 % с детьми младше 18 лет); 11,5 % — женщины, проживающие без мужей и 3,8 % — мужчины, проживающие без жён. 21,4 % не имели семьи. В среднем домашнее хозяйство ведут 3,05 человека, а средний размер семьи — 3,46 человека. В одиночестве проживали 16,8 % населения, 9,1 % составляли одинокие пожилые люди (старше 65 лет).

## Экономика
В 2014 году из 1319 человека старше 16 лет имели работу 737. При этом мужчины имели медианный доход в 53 661 долларов США в год против 25 833 долларов среднегодового дохода у женщин. В 2014 году медианный доход на семью оценивался в 52 045 $, на домашнее хозяйство — в 44 659 $. Доход на душу населения — 20 441 $ в год.